# Mihajlije
Mihajlije falu Horvátországban Pozsega-Szlavónia megyében. Közigazgatásilag Bresztováchoz tartozik.

## Fekvése
Pozsegától légvonalban 21, közúton 28 km-re északnyugatra, községközpontjától légvonalban 18, közúton 22 km-re északra, Szlavónia középső részén, a Papuk-hegység területén, a hegység Mihajlie kosa nevű csúcsa alatt, a Szalatnokot Pozsegával összekötő 69-es számú főúttól nyugatra fekszik.

## Története
A település a török uralom idején keletkezett Boszniából érkezett pravoszláv vlachok betelepülésével, de 1900-ig Mrkoplje részeként tartották nyilván. Az első katonai felmérés térképén Mrkoplje részeként „Mihalic” néven találjuk. 1910-ben a népszámlálás adatai szerint lakosságának 94%-a szerb anyanyelvű volt. Pozsega vármegye Pakráci járásának része volt. Az első világháború után 1918-ban az új szerb-horvát-szlovén állam, majd később (1929-ben) Jugoszlávia része lett. A második világháború idején 1942-ben és 1943-ban súlyos harcok zajlottak itt, végül az egész vidék a partizánok ellenőrzése alá került. 1981-ben már nem volt állandó lakossága. A délszláv háború során 1991 októberének elején foglalták el a JNA banjalukai hadtestének csapatai. A horvát hadsereg 123. pozsegai dandárjának egységei az Orkan ’91 hadművelet során 1991. december 16-án foglalták vissza.

## Lakossága
| Lakosság változása | Lakosság változása | Lakosság változása | Lakosság változása | Lakosság változása | Lakosság változása | Lakosság változása | Lakosság változása | Lakosság változása | Lakosság változása | Lakosság változása | Lakosság változása | Lakosság változása | Lakosság változása | Lakosság változása | Lakosság változása |
| ------------------ | ------------------ | ------------------ | ------------------ | ------------------ | ------------------ | ------------------ | ------------------ | ------------------ | ------------------ | ------------------ | ------------------ | ------------------ | ------------------ | ------------------ | ------------------ |
| 1857               | 1869               | 1880               | 1890               | 1900               | 1910               | 1921               | 1931               | 1948               | 1953               | 1961               | 1971               | 1981               | 1991               | 2001               | 2011               |
| 0                  | 0                  | 0                  | 0                  | 0                  | 97                 | 86                 | 100                | 38                 | 23                 | 13                 | 3                  | 0                  | 0                  | 0                  | 0                  |

(1857 és 1900 között lakosságát Mrkopljéhez számították.)